# 人口分布
人口分布（じんこうぶんぷ）とは、人口の偏在現象を指す。
地図上に偏在ぶりを示したものを人口分布図と呼ぶ。

## 世界の人口分布概要
- 過密地域
  - 東アジア平野部。
  - インドネシア・ジャワ島。
  - インド・ガンジス川流域。
  - エジプト・ナイル川流域。
  - 西ヨーロッパ。
  - アメリカ東海岸。
- 過疎地域
  - 砂漠地帯。
  - 山岳地帯。
  - 密林地帯。
  - 極地。

## 地域別の人口分布概要

### アジア

#### 日本列島
- 過密地域
  - 東京から福岡にかけての（東海道・山陽新幹線沿線の）いわゆる「太平洋ベルト」地帯。
- 過疎地域
  - 山間、札幌都市圏を除く北海道、本州日本海沿岸（特に山陰地方、東北地方）。

#### 中国大陸
- 過密地域
  - 沿海部（特に、長江流域）。
- 過疎地域
  - 内陸部（特に、チベット自治区）。

#### 台湾
- 過密地域
  - 台北都市圏、台湾海峡沿岸。
- 過疎地域
  - 山間、太平洋沿岸。

#### 朝鮮半島
- 過密地域
  - いわゆる「京釜軸」（ソウルから釜山にかけての、京釜線沿線の地域）。
- 過疎地域
  - 京釜軸から外れた残りの地域（特に江原特別自治道、全羅道西南部）。